# Lake Carmel
Lake Carmel és una concentració de població designada pel cens dels Estats Units a l'estat de Nova York. Segons el cens del 2000 tenia 8.663 habitants.

## Demografia
Segons el cens del 2000, Lake Carmel tenia 8.663 habitants, 3.019 habitatges, i 2.351 famílies. La densitat de població era de 648,2 habitants per km².
Dels 3.019 habitatges en un 38,5% hi vivien nens de menys de 18 anys, en un 63,7% hi vivien parelles casades, en un 10,3% dones solteres, i en un 22,1% no eren unitats familiars. En el 17% dels habitatges hi vivien persones soles el 5,1% de les quals corresponia a persones de 65 anys o més que vivien soles. El nombre mitjà de persones vivint en cada habitatge era de 2,87 i el nombre mitjà de persones que vivien en cada família era de 3,25.
Per edats la població es repartia de la següent manera: un 27% tenia menys de 18 anys, un 6,5% entre 18 i 24, un 33,1% entre 25 i 44, un 24,5% de 45 a 60 i un 8,8% 65 anys o més.
L'edat mediana era de 37 anys. Per cada 100 dones de 18 o més anys hi havia 93,9 homes.
La renda mediana per habitatge era de 70.678 $ i la renda mediana per família de 76.514 $. Els homes tenien una renda mediana de 49.615 $ mentre que les dones 37.292 $. La renda per capita de la població era de 27.253 $. Entorn del 3,9% de les famílies i el 3,8% de la població estaven per davall del llindar de pobresa.